# Josep Jordi Parellada i Cardellach
Josep Jordi Parellada i Cardellach (Barcelona, 1930) és un ex atleta català especialitzat en proves de salt.

## Trajectòria
Pel que fa a clubs, fou membre del RCD Espanyol, del FC Barcelona, del CN Barcelona i del CA Stadium. Fou campió de Catalunya en 19 ocasions, nou d'elles en triple salt, i la resta en 110 metres tanques, salts de llargada i alçada, relleus i decatló. Va millorar el rècord de Catalunya de triple salt en tres ocasions entre el 1949 i el 1957.
A nivell estatal guanyà el campionat d'Espanya de triple salt el 1949 i 1955, i un cop el de salt de llargada el 1949. També fou un cop subcampió en triple i dos cops en 110 m tanques.
És pare dels també atletes Josep Jordi Parellada i Díaz i Adrià Parellada i Díaz.

## Palmarès
Campió de Catalunya
- 110 m tanques: 1948, 1949, 1959
- triple salt: 1949, 1951, 1952, 1953, 1954, 1955, 1957, 1958, 1959
- salt de llargada: 1957, 1958
- salt d'alçada: 1947, 1948
- 4 × 100 m: 1948, 1947
- decatló: 1957

Campió Espanya
- triple salt: 1949, 1955
- salt de llargada: 1949